# Fiano
Fiano (Fian in piemontese) è un comune italiano di 2 624 abitanti della città metropolitana di Torino in Piemonte.

## Geografia fisica
Fiano è situato ai piedi delle prime elevazioni della catena alpina, a nord-ovest di Torino.
Il territorio comunale, che culmina con il Monte Corno (1.226 m s.l.m.), è diviso abbastanza nettamente in tre zone.

Andando da nord a sud si incontra innanzitutto un'area montana, che comprende la zona occidentale del vallone del rio Tronta; segue una zona pianeggiante e densamente abitata dove sorgono il capoluogo e una frazione di un certo rilievo, Grange di Fiano.
L'estremo lembo sud-orientale del comune è lievemente ondulato e fa parte del Parco regionale La Mandria.

Il corso d'acqua più rilevante del comune è il torrente Ceronda, del quale è tributario il già citato rio Tronta, che vi confluisce appena ad ovest del capoluogo.

## Storia

### Simboli
Lo stemma e il gonfalone sono stati concessi con decreto del presidente della Repubblica del 25 febbraio 1983.
Il gonfalone è un drappo di azzurro.

## Monumenti e luoghi d'interesse

### Architetture religiose
- Parrocchiale di San Desiderio, costruita dopo il 1675 e ristrutturata nella seconda metà del Settecento dal teologo Pietro Francesco Venera. La facciata venne distrutta da un fortissimo temporale nel 1791 e dovette quindi essere ricostruita[5]
- Cappella di Sant'Anna, sulla facciata esterna è presente un trittico di affreschi nel cui centro è rappresentata la sindone sostenuta da due angeli[6]
- Cappella di San Rocco, risalente alla fine del XVI secolo e collocata nel bosco a breve distanza dall'abitato[7]

### Architetture civili

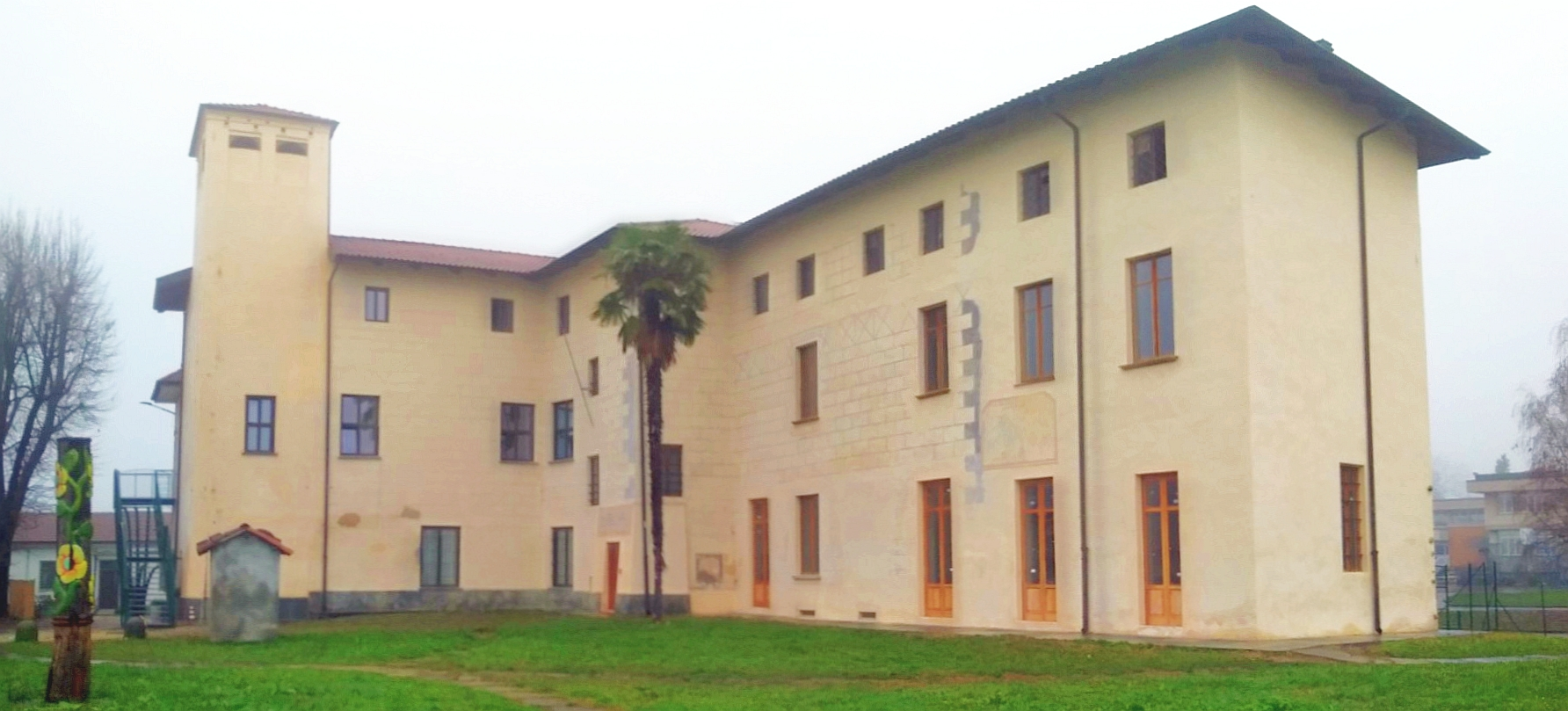
Il castello

- Castello: probabilmente costruito attorno alla fine del XIII secolo dai Marchesi del Monferrato, passò nel 1305 ai Principi d'Acaja e successivamente ai Savoia, che infeudarono Fiano al nobile Filippo Borghesio. Quest'ultimo vendette il feudo nel 1376 a Guglielmo Arcour, il cui figlio Aresmino fece ricostruire il castello. A metà del XV secolo il figlio di Arismino, Guglielmo, sposò l'ultima rappresentante dei Visconti di Baratonia, Eleonora, acquisendone il titolo. Gli Arcour continuarono comunque a risiedere nel castello di Fiano.[8]
 Dopo la cessione al Comune l'edificio, che ne ospitò il municipio, è oggi sede dell'Istituto Comprensivo di Fiano. Quest'ultimo, oltre a quelle che hanno sede nel castello, comprende anche scuole ubicate in vari altri comuni della zona.[9]

### Aree naturali
- Parco naturale La Mandria, parzialmente compreso nel comune di Fiano.

## Società

### Evoluzione demografica
Negli ultimi sessanta anni, a partire dal 1961, la popolazione residente è raddoppiata .
Abitanti censiti

## Amministrazione

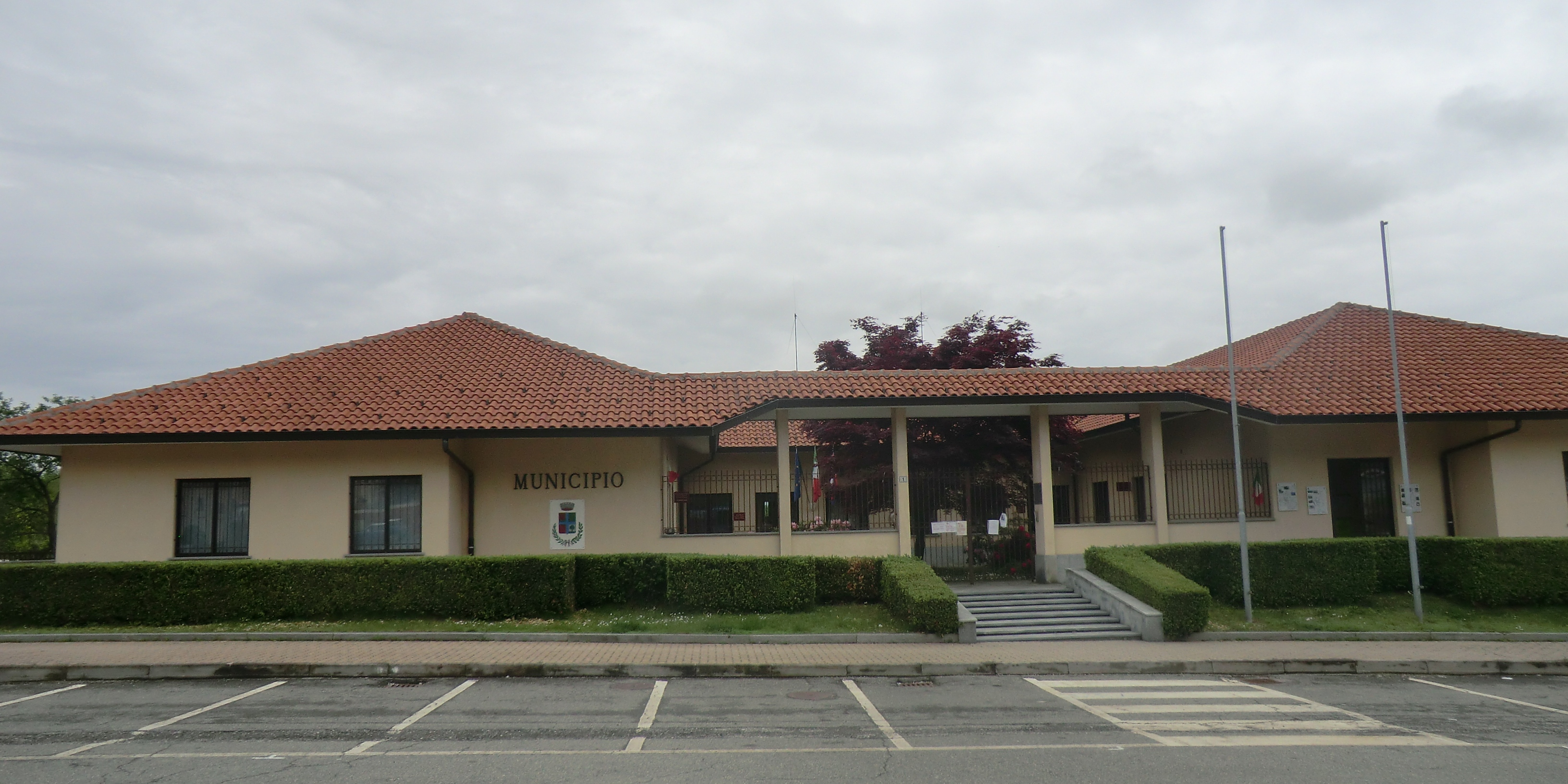
Il municipio

Di seguito è presentata una tabella relativa alle amministrazioni che si sono succedute in questo comune.
| Periodo          | Periodo          | Primo cittadino     | Partito                                  | Carica      | Note   |
| ---------------- | ---------------- | ------------------- | ---------------------------------------- | ----------- | ------ |
| 29 maggio 1985   | 4 giugno 1990    | Gian Paolo Ressico  | Partito Socialista Italiano              | Sindaco     | [ 11 ] |
| 4 giugno 1990    | 24 aprile 1995   | Gian Paolo Ressico  | lista civica                             | Sindaco     | [ 11 ] |
| 24 aprile 1995   | 18 dicembre 1996 | Anna Maria Bullano  | centro                                   | Sindaco     | [ 11 ] |
| 21 dicembre 1996 | 28 aprile 1997   | Nazarena Di Marco   |                                          | Comm. pref. | [ 11 ] |
| 28 aprile 1997   | 14 maggio 2001   | Gian Paolo Ressico  | centro-sinistra                          | Sindaco     | [ 11 ] |
| 14 maggio 2001   | 30 maggio 2006   | Gian Paolo Ressico  | centro-sinistra                          | Sindaco     | [ 11 ] |
| 30 maggio 2006   | 17 maggio 2011   | Guglielmo Filippini | lista civica                             | Sindaco     | [ 11 ] |
| 17 maggio 2011   | 5 giugno 2016    | Guglielmo Filippini | lista civica Fiano insieme               | Sindaco     | [ 11 ] |
| 6 giugno 2016    | 4 ottobre 2021   | Luca Casale         | lista civica Progetto in comune - Casale | Sindaco     | [ 11 ] |
| 4 ottobre 2021   | in carica        | Luca Casale         | lista civica Progetto in comune - Casale | Sindaco     | [ 11 ] |

### Altre informazioni amministrative
Sino al 2008 ha fatto parte della Comunità Montana Val Ceronda e Casternone, mentre ora è membro dell'Unione dei Comuni montani delle Valli di Lanzo, Ceronda e Casternone., ex Comunità montana Valli di Lanzo, Ceronda e Casternone.